# Zalog pri Moravčah
Zalog pri Moravčah je naselje v Občini Moravče. K vasi spada grad Zalog (Warttenberg)